# Нічна бригада
Нічна бригада (англ. The Night Crew) — американський бойовик 2015 року режисера Крістіана Сесми. У головних ролях знялися Денні Трехо, Люк Госс, Бокім Вудбайн і Честі Бальєстерос.

## Сюжет
Мей переховується в Мексиці від ватажка картелю Едуардо Агілара. Але як тільки його людям вдається вистежити її, на них нападають четверо озброєних мисливців за головами, очолювані Вейдом, і викрадають дівчину. Нападники ховаються в готелі, розташованому недалеко від кордону. Однак незабаром це місце перетворюється на справжню бійню, коли туди приїжджає банда головорізів, які працюють на Агілара.

## У ролях
| Актор             | Роль    |
| ----------------- | ------- |
| Люк Госс          | Вейд    |
| Бокім Вудбайн     | Креншоу |
| Денні Трехо       | Агілар  |
| Пол Слоан         | Ронні   |
| Честі Бальюстерос | Мей     |
| Лусіана Фолгебер  | Роуз    |
| Джейсон М'юз      | Чечі    |
| Жаклін Лорд       | Міра    |
| Роберто Санчес    | Густаво |
| Калеті Вільямс    | Чупа    |
| Крістін Нгуєн     | Кріссі  |
| Бруна Рубіо       | Джил    |